# Monumentul Sfânta Maria din Piața Maria

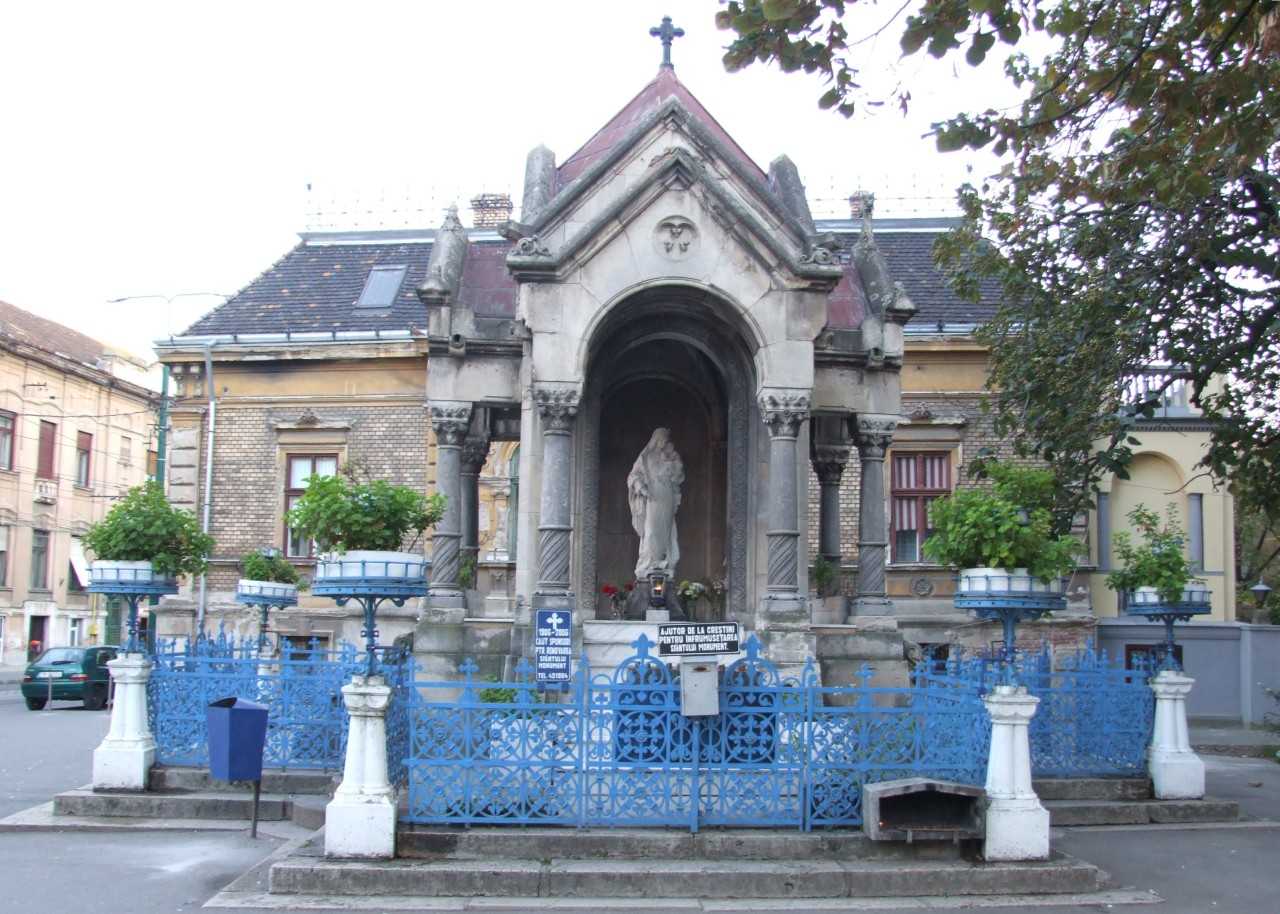
Monumentul în 2010

Monumentul Sfânta Maria se află în Timișoara, în piața Sfânta Maria și a fost ridicat în 1906 pe locul unei statui mai vechi a Sfintei Maria. Tradiția spune că aici a fost executat Gheorghe Doja. Monumentul este un baldachin pe șase piloni în stil romanic sub care se află statuia Mariei, sculptată în marmură de Carrara.
Monumentul face parte din situl urban „Vechiul cartier Iosefin”, cod LMI TM-II-s-B-06098. În 2012 a fost propus să fie clasificat ca monument istoric separat.

## Istoric
Legenda spune că în timpul execuției lui Gheorghe Doja călugării — conform legendei, din Ordinul iezuit, dar acesta nu exista înainte de 1534 — care intonau cântece religioase, ar fi văzut în fum chipul Sfintei Maria, lucru considerat un miracol. Pentru a marca faptul, în locul respectiv a fost amplasată pe un stâlp o icoană a Sfintei Maria într-o cutie cu geam de sticlă. Această icoană a rezistat pe toată durata de 164 de ani cât timp Timișoara a fost în stăpânirea turcilor și încă mult după asta. După eliberarea Timișoarei din 1716 călugării iezuiți organizau procesiuni în acel loc. Icoana a fost distrusă accidental în 1837 de un căruțaș venit la târg. Arhiepiscopul József Lonovics (de/hu) a făcut o colectă pentru înlocuirea icoanei cu una cioplită în lemn. În 1865 această icoană-statuie a fost înlocuită cu o statuie din piatră de Bavaria. În 1877 călugărițele din Ordinul Surorilor de Notre Dame au adus pe cheltuiala lor o statuie de la Institutul Mayer din München. La începutul secolului al XX-lea primăria Timișoara a hotărât să refacă monumentul. El a fost ridicat în 1906 după un proiect al lui László Székely, iar statuia Mariei a fost realizată de sculptorul György Kiss (hu). Costul monumentului a fost de 13 571 de coroane (c. 4 kg aur) după unele surse și de 23 000 de coroane după altele. Inaugurarea s-a făcut la 16 decembrie 1906. La ceremonie a participat episcopul József Németh (hu), primarul Carol Telbisz, prim-notarul Josef Geml , arhitectul László Székely și sculptorul György Kiss.

## Descriere

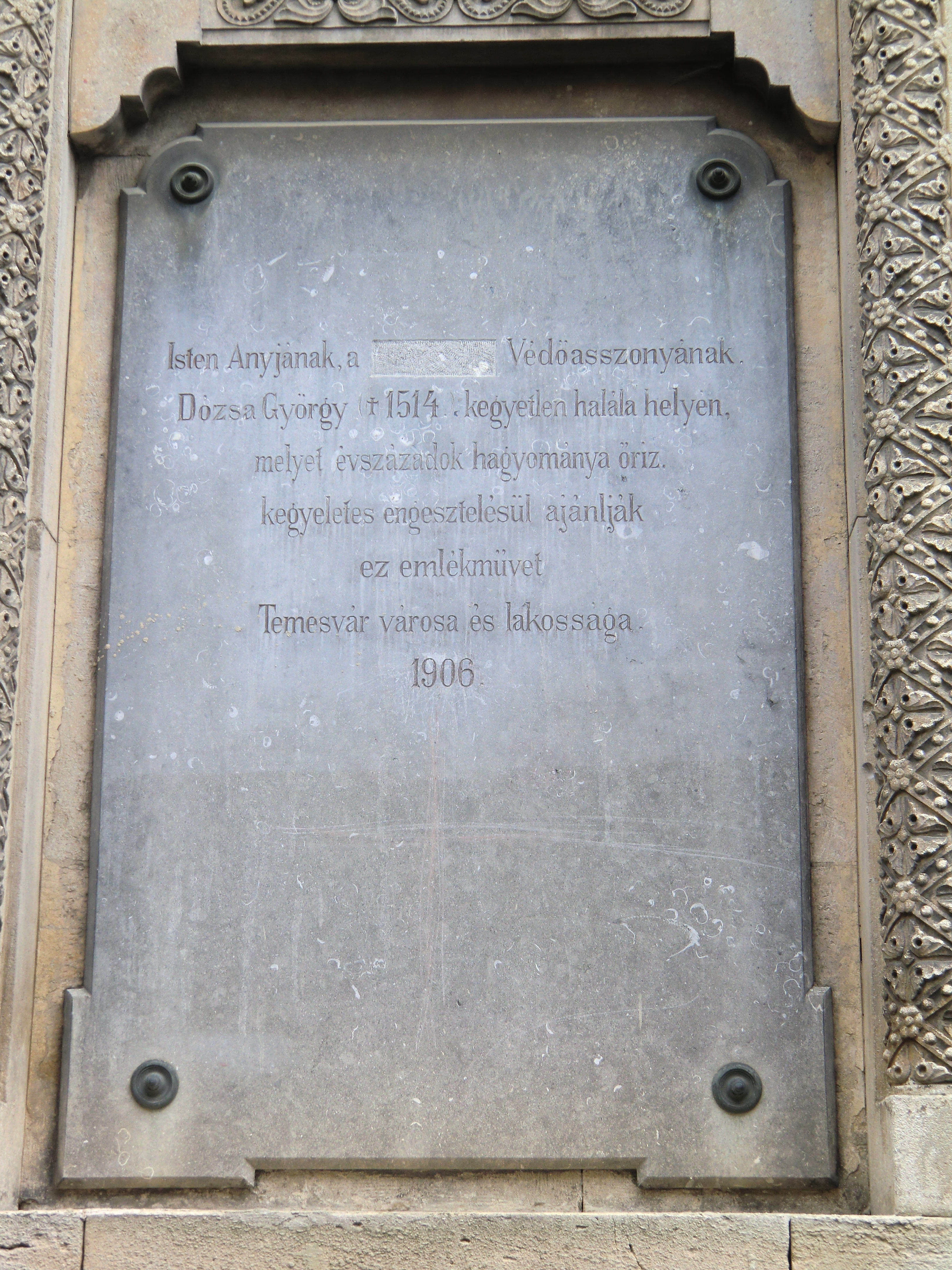
Inscripția din spatele monumentului

Monumentul este o capelă în stil romanic, cu un baldachin din gresie sprijinit pe șase coloane din granit din Belgia cu capiteluri din marmură albă.
Statuia este realizată din marmură de Carrara (en) și o reprezintă pe Fecioara Maria ținând pruncul în brațe. Statuia, înaltă de 1,55 m, stă pe un soclu.
În spatele capelei există inscripția:
„Isten Anyjának, a [magyarok] Védőasszonyának. Dózsa György (+1514.) kegyetlen halála helyén, melyet évszázadok hagyománya őriz, kegyeletes engesztelésül ajánlják ez emlékművet Temesvár városa és lakossága. 1906.”
În traducerea lui Ilieșiu:
„Sfintei Fecioare, patroane [a maghiarilor], pe locul unde după tradiția de secole a suferit Gheorghe Doja cumplita moarte (+1514), locuitorii orașului Timișoara oferă ofrandă pioasă acest monument. 1906.”

## Distrugeri și restaurări

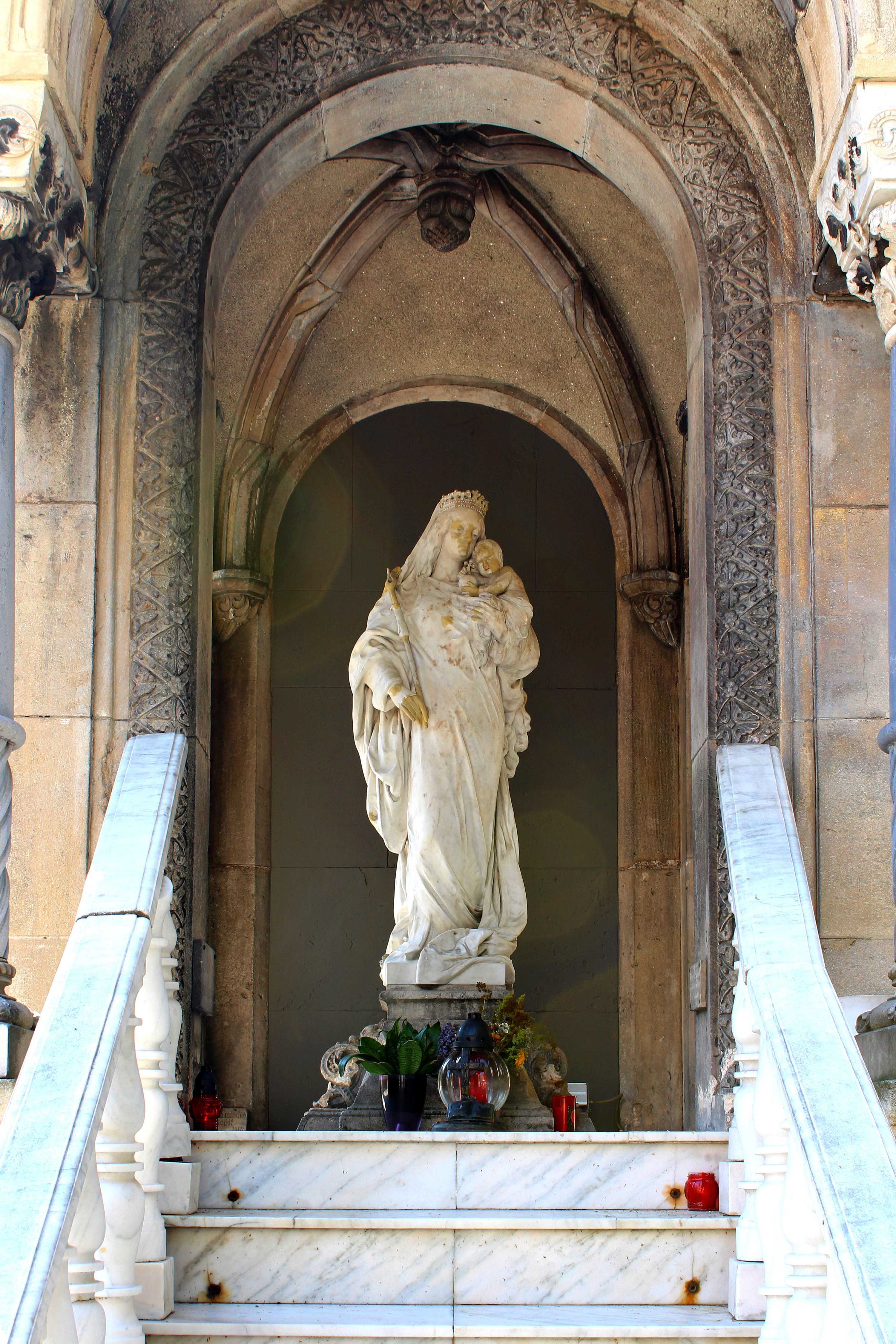
Statuia, după restaurare

După Primul Război Mondial o primă intervenție a fost ștergerea cuvântului „magyarok” din inscripția din spatele monumentului. Actual se preconizează refacerea inscripției în forma inițială.
În noaptea de 11–12 ianuarie 2012 statuia a fost vandalizată, fiind dată jos de pe soclu și deterioarată. Avea fața desfigurată, fiind sparte nasul și gura, precum și mâinile. La pruncul Iisus erau sparte fața, umărul și mâna. Mai erau afectate câteva detalii.
Restaurarea s-a făcut în perioada 12 martie–21 mai de către artistul restaurator Ion Oprescu, specialist în restaurarea pietrei din cadrul Muzeului Banatului. Pentru restaurare s-a folosit marmură de Carrara. Restaurarea a presupus curățarea chimică și manuală, executarea de mulaje din cauciuc siliconic ale zonelor degradate și reconstituirea prin turnare și modelare a elementelor lipsă sau degradate, care au fost integrate în ansamblul monumentului. În final s-a procedat la restaurarea soclului, fixarea statuii pe soclu și conservarea monumentului. Costul restaurării a fost de 30 000 de lei. Statuia restaurată a fost dezvelită la 24 mai 2012.